# İzel Çeliköz
Izel Celikoz (Yalova, 29 april 1969) is een Turkse zangeres.
Ze studeerde aan de technische universiteit van Istanboel en nam al deel aan enkele muziekfestivals in Turkije en het buitenland en won al enkele prijzen. 
Ze vertegenwoordigde Turkije op het Eurovisiesongfestival 1991 in Rome aan de zijde van Can Uğurluer en Reyhan Soykarci met het lied Ika Dakika. Ze werden 12de wat tot dan toe de 2de beste prestatie voor het land was.

## Discografie
- Adak (1995)
- Emanet (1997)
- Bir Küçük Aşk (1999)
- Bebek (2001)
- Şak (2003)
- Bir Dilek Tut Benim İçin (2005)
- Işıklı Yol (2007)

1975: Semiha Yankı · 
1978: Nilüfer & Nazar · 
1980: Ajda Pekkan · 
1981: Modern Folk Trio & Ayşegül · 
1982: Neco · 
1983: Çetin Alp & The Short Waves · 
1984: Beş Yıl Önce On Yıl Sonra · 
1985: MFÖ · 
1986: Klips ve Onlar · 
1987: Seyyal Taner & Lokomotif · 
1988: MFÖ · 
1989: Pan · 
1990: Kayahan · 
1991: İzel Çeliköz, Reyhan Karaca & Can Uğurluer · 
1992: Aylin Vatankoş · 
1993: Burak Aydos · 
1995: Arzu Ece · 
1996: Şebnem Paker · 
1997: Şebnem Paker & Grup Etnik · 
1998: Tüzmen · 
1999: Tuba Önal & Grup Mistik · 
2000: Pınar Ayhan & Grup SOS · 
2001: Sedat Yüce · 
2002: Buket Bengisu & Grup Safir · 
2003: Sertab Erener · 
2004: Athena · 
2005: Gülseren · 
2006: Sibel Tüzün · 
2007: Kenan Doğulu · 
2008: Mor ve Ötesi · 
2009: Hadise · 
2010: MaNga · 
2011: Yüksek Sadakat · 
2012: Can Bonomo